# Podocarpus decumbens
Podocarpus decumbens N.E.Gray – gatunek rośliny z rodziny zastrzalinowatych (Podocarpaceae Endl.). Występuje naturalnie w południowej części Nowej Kaledonii. 

## Morfologia
PokrójZimozielone drzewo.
LiścieMają równowąsko lancetowaty kształt. Mierzą 50–80 mm długości oraz 6–8 mm szerokości. Blaszka liściowa jest skórzasta, z ostrym wierzchołkiem. Ogonek liściowy jest nagi.
KwiatyZarówno strobile męskie jak i żeńskie są pojedyncze. Męskie są siedzące, mają obły kształt i dorastają do 1–3 cm długości.

## Biologia i ekologia
Rośnie w wiecznie zielonych lasach oraz w formacjach podobnych do makii. Występuje na wysokości od 800 do 1000 m n.p.m.